# Yavapai
|  | Aquest article tracta sobre la llengua yuma. Si cerqueu el grup humà, vegeu «yavapais». |

Yavapai és una llengua yuma parlada pels yavapais al centre i oest d'Arizona. Té quatre dialectes: kwevkepaya, wipukpaya, tolkepaya, i yavepe. S'han publicat estudis lingüístics dels dialectes kwevkepaya (meridional), tolkepaya (occidental), wipukepa (Verde Valley) i yavepe (Prescott) (Mithun 1999:578).
La taxa de la comprensió mútua entre yavapai i el havasupai-hualapai és similar a l'existent entre la llengua mohave i la llengua maricopa (Biggs 1957).
Al contrari que en havasupai i hualapai, les aturades postaspirades no poden aparèixer en posició inicial de paraula (Shaterian 1983:215).
S'ha publicat diverses vegades poesia i contes en yavapai. Apareixen poemes yavapai en Gigyayk Vo'jka, l'antologia de poesia en llengües yuma editades per la lingüista hualapai Lucille Watahomigie. També aparèixen històries yavapai a Spirit Mountain: An Anthology of Yuman Story and Song. Ambdues obres són acompanyades de traduccions a l'anglès, i els poemes a Gigyayk Vo'jka també compten amb una anàlisi morfològica.
Shaterian ha publicat un diccionari i està en procés una gramàtica i un diccionari de Pamela Munro.